# Indian Bank
Indian Bank — индийский коммерческий банк. Основным акционером является правительство Индии, ему принадлежит 79,9 % акций банка.
Indian Bank был основан в 1907 году. В 1932 году было открыто отделение в Коломбо, в 1941 году — в Сингапуре. Банк был национализирован в 1969 году вместе с 13 другими крупными банками страны. В 1990 году поглотил Bank of Thanjavur. В 2007 году банк провёл первичное размещение акций.
В 2020 году к банку был присоединён Allahabad Bank, старейший акционерный банк Индии, основанный европейцами в 1865 году; это удвоило основные показатели банка, количество отделений выросло с 2900 до 6000, число сотрудников — с 19 тысяч до 42 тысяч.

Сеть банка насчитывает 6007 отделений и 5428 банкоматов. Активы на 31 марта 2021 года (конец 2020—21 финансового года) составили 6,28 трлн рупий ($85 млрд), из них 3,64 трлн пришлось на выданные кредиты, 1,78 трлн — на инвестиции в ценные бумаги (в том числе гособлигации Индии на 1,58 трлн). Принятые депозиты составили 5,38 трлн рупий. Деятельность почти полностью сосредоточена в Индии, зарубежная активность представлена отделением в Сингапуре и двумя в Шри-Ланке (Коломбо и Джаффна), на неё приходится менее одного процента выручки.